# Jalen Rose
Jalen Anthony Rose (nascut el 30 de gener de 1973 a Detroit, Michigan) és un exjugador nord-americà professional de bàsquet que va jugar durant 13 temporades a l'NBA. Jugava tant com a aler com a escorta. És fill de l'exjugador de l'NBA Jimmy Walker, tot i que no el va conèixer personalment. Amb 2,03 metres d'alçada, jugava en la posició d'escorta.

## Trajectòria esportiva

### Universitat
Va jugar durant 3 temporades amb els Wolverines de la Universitat de Michigan, formant al costat de Chris Webber, Juwan Howard, Jimmy King i Ray Jackson els denominats Fab Five, que van arribar en 2 ocasions a la final de l'NCAA els anys 1992 i 1993, perdent en ambdues ocasions. Rose va fer una mitjana de en la seva carrera col·legial un total de 17,5 punts, 4,7 rebots i 3,9 assistències per partit.

### Professional
Va ser triat en el lloc 13 de la primera ronda del Draft de l'NBA del 1994 pels Denver Nuggets, on en la seva primera temporada es va guanyar aparèixer en el segon millor quintet de rookies després de fer una mitjana de 8,2 punts i 4,8 assistències per partit. Després de dos anys a Denver, va ser traspassat als Indiana Pacers juntament amb Reggie Williams i una futura primera ronda del draft a canvi de Mark Jackson, Ricky Pierce i una primera ronda del draft.
Potser els millors moments de Rose a l'NBA van succeir a Indiana, ajudant al seu equip a remuntar després d'una desastrosa temporada 1996-97, portant al seu equip a tres finals consecutives de la Conferència Est. Com a membre dels Pacers, va ser el primer jugador diferent a Reggie Miller en 8 anys a liderar a l'equip en anotació, fent una mitjana de 18,2 punts. Van aconseguir assolir les finals de la temporada 1999-00 caient davant els Lakers en 6 partits. Rose va fer una mitjana de 23 punts per partit en les finals, inclosos els 32 que va anotar en el cinquè. Durant la temporada 2001-02 va ser traspassat als Chicago Bulls, conjuntament amb Travis Best, Norman Richardson i una futura segona ronda del draft, a canvi de Brad Miller, Ron Mercer, Ron Artest i Kevin Ollie.

## Estadístiques

### Temporada regular
| Any       | Equip           | PJ  | PT  | MPP  | %TC  | %3   | %TL  | RPP | APP | ROB | TPP | PPP  |
| --------- | --------------- | --- | --- | ---- | ---- | ---- | ---- | --- | --- | --- | --- | ---- |
| 1994-95   | Denver Nuggets  | 81  | 37  | 22.2 | .454 | .316 | .739 | 2.7 | 4.8 | .8  | .3  | 8.2  |
| 1995-96   | Denver Nuggets  | 80  | 37  | 26.7 | .480 | .296 | .690 | 3.3 | 6.2 | .7  | .5  | 10.0 |
| 1996-97   | Indiana Pacers  | 66  | 6   | 18.0 | .456 | .292 | .750 | 1.8 | 2.3 | .9  | .3  | 7.3  |
| 1997-98   | Indiana Pacers  | 82  | 0   | 20.8 | .478 | .342 | .728 | 2.4 | 1.9 | .7  | .2  | 9.4  |
| 1998-99   | Indiana Pacers  | 49  | 1   | 25.3 | .403 | .262 | .791 | 3.1 | 1.9 | 1.0 | .3  | 11.1 |
| 1999-2000 | Indiana Pacers  | 80  | 80  | 37.2 | .471 | .393 | .827 | 4.8 | 4.0 | 1.1 | .6  | 18.2 |
| 2000-01   | Indiana Pacers  | 72  | 72  | 40.9 | .457 | .339 | .828 | 5.0 | 6.0 | .9  | .6  | 20.5 |
| 2001-02   | Indiana Pacers  | 53  | 53  | 36.5 | .444 | .356 | .839 | 4.7 | 3.7 | .8  | .5  | 18.5 |
| 2001-02   | Chicago Bulls   | 30  | 30  | 40.5 | .470 | .370 | .839 | 4.1 | 5.3 | 1.1 | .5  | 23.8 |
| 2002-03   | Chicago Bulls   | 82  | 82  | 40.9 | .406 | .370 | .854 | 4.3 | 4.8 | .9  | .3  | 22.1 |
| 2003-04   | Chicago Bulls   | 16  | 14  | 33.1 | .375 | .426 | .765 | 4.0 | 3.5 | .8  | .3  | 13.3 |
| 2003-04   | Toronto Raptors | 50  | 50  | 39.4 | .410 | .311 | .822 | 4.0 | 5.5 | .8  | .4  | 16.2 |
| 2004-05   | Toronto Raptors | 81  | 65  | 33.5 | .455 | .394 | .854 | 3.4 | 2.6 | .8  | .1  | 18.5 |
| 2005-06   | Toronto Raptors | 46  | 22  | 26.9 | .404 | .270 | .765 | 2.8 | 2.5 | .4  | .2  | 12.1 |
| 2005-06   | New York Knicks | 26  | 23  | 28.7 | .460 | .491 | .812 | 3.2 | 2.6 | .4  | .1  | 12.7 |
| 2006-07   | Phoenix Suns    | 29  | 0   | 8.5  | .442 | .447 | .917 | 3.6 | 2.5 | .2  | .1  | 3.7  |
| Total     | Total           | 923 | 572 | 30.3 | .443 | .355 | .801 | 3.5 | 3.8 | .8  | .3  | 14.3 |

#### Playoffs
| Any   | Equip          | PJ | PT | MPP  | %TC  | %3   | %TL   | RPP | APP | ROB | TPP | PPP  |
| ----- | -------------- | -- | -- | ---- | ---- | ---- | ----- | --- | --- | --- | --- | ---- |
| 1995  | Denver Nuggets | 3  | 3  | 33.0 | .464 | .250 | .600  | 3.7 | 6.0 | 1.0 | .7  | 10.0 |
| 1998  | Indiana Pacers | 15 | 0  | 19.5 | .480 | .375 | .741  | 1.8 | 1.9 | .7  | .4  | 8.1  |
| 1999  | Indiana Pacers | 13 | 0  | 27.3 | .442 | .348 | .824  | 2.4 | 2.5 | 1.0 | .4  | 12.2 |
| 2000  | Indiana Pacers | 24 | 23 | 41.9 | .437 | .429 | .805  | 4.4 | 3.4 | .7  | .5  | 20.8 |
| 2001  | Indiana Pacers | 4  | 4  | 41.0 | .380 | .313 | 1.000 | 4.5 | 2.8 | 1.5 | .3  | 18.0 |
| 2007  | Phoenix Suns   | 1  | 0  | 9.0  | .250 | .000 | .000  | 1.0 | 2.0 | .0  | .0  | 2.0  |
| Total | Total          | 59 | 30 | 31.9 | .438 | .385 | .801  | 3.2 | 2.9 | .8  | .4  | 14.6 |